# Festival international du film de femmes de Salé 2011
La cinquième édition du FIFFS, qui s'est tenue du 19 au 24 septembre 2011, a notamment :
- mis à l'honneur le cinéma subsaharien et plus particulièrement celui du Burkina Faso ;
- rendu hommage à Halime Gümer (réalisatrice turque[2] et fondatrice du Festival du film de femmes d’Ankara[3]), Fatima Alaoui Bel Hassan (chef décoratrice et artiste plasticienne marocaine[3]), Naki Sy Savané (actrice ivoirienne et présidente du Festival Miroirs et Cinémas d’Afrique à Marseille[3]) et Houssein Fahmi (acteur égyptien[2])[4].

## Jury

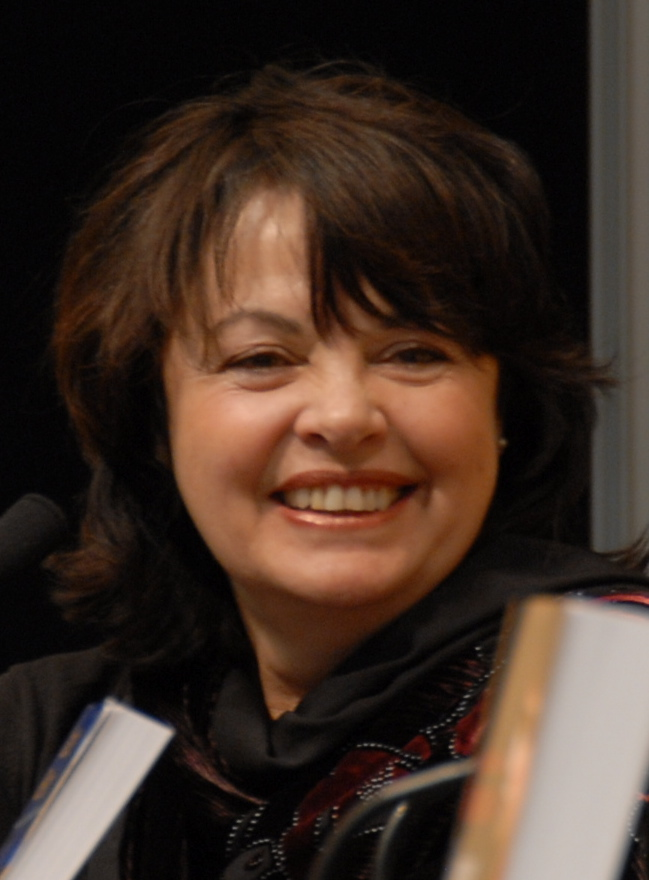
Louise Portal, présidente du jury.

- Louise Portal ( Canada), présidente.
- Layla Triqui ( Maroc).
- Oumy Ndour ( Sénégal).
- Hala Sedki (en) ( Égypte).
- Maryam Khakipour ( Iran).
- Lucile Hadzihalilovic ( France).
- Maureen Mazurek ( Royaume-Uni).

## Palmarès
| Prix                               | Attribué à                       | Pays       |
| ---------------------------------- | -------------------------------- | ---------- |
| Grand Prix                         | L'Étrangère de Feo Aladag        | Allemagne  |
| Prix du Jury                       | Winter's Bone de Debra Granik    | États-Unis |
| Prix du Jury                       | Corpo celeste d'Alice Rohrwacher | Italie     |
| Prix du scénario                   | L'Étrangère de Feo Aladag        | Allemagne  |
| Prix de l’interprétation Féminine  | Sibel Kekilli, dans L'Étrangère  | Allemagne  |
| Prix de l’Interprétation Masculine | John Hurt, dans Lou              | Australie  |